# Agricultura en España

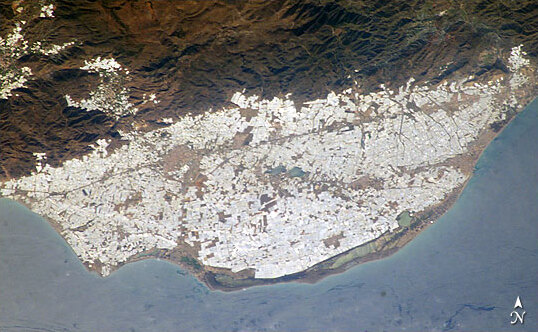
Agricultura intensiva de la provincia de Almería.

La agricultura fue hasta la década de 1960 el soporte principal de la economía española, pero actualmente emplea solo alrededor del 6% de la población activa, por lo que España, ya no es un país agrario.
Los principales cultivos son el olivo, cebada, trigo, remolacha azucarera (o betabel), maíz, patatas (o papas), centeno, avena, arroz, tomates y cebolla. El país tiene también extensos viñedos y huertos de cítricos y olivos. Las condiciones climáticas y topográficas hacen que la agricultura de secano sea obligatoria en una gran parte de España. Las provincias del litoral mediterráneo tienen sistemas de regadío desde hace tiempo, y este cinturón costero que anteriormente era árido se ha convertido en una de las áreas más productivas de España, donde es frecuente encontrar cultivos bajo plástico. Buen ejemplo de ello lo hallamos en la Provincia de Almería, donde se encuentra la mayor extensión de invernaderos del mundo, la cual, gracias a la enorme producción de productos hortofrutícolas le ha valido a Almería el título de "Huerta de Europa".
En el valle del Ebro se pueden encontrar proyectos combinados de regadío e hidroeléctricos. Grandes zonas de Extremadura están irrigadas con aguas procedentes del río Guadiana por medio de sistemas de riego que han sido instalados gracias a proyectos gubernamentales (Plan Badajoz y regadíos de Coria, entre otros). Las explotaciones de regadío de pequeño tamaño están más extendidas por las zonas de clima húmedo y por la huerta de Murcia y la huerta de Valencia.

## Producción española
En 2018, España produjo:
- 9,8 millones de toneladas de aceitunas (mayor productor del mundo);
- 9,1 millones de toneladas de cebada (quinto productor mundial);
- 7,9 millones de toneladas de trigo (19.º productor mundial);
- 6,6 millones de toneladas de uva (cuarto productor mundial, detrás de China, Italia y Estados Unidos);
- 4,7 millones de toneladas de tomate (octavo productor mundial);
- 3,8 millones de toneladas de maíz;
- 3,6 millones de toneladas de naranja (sexto productor mundial);
- 2,8 millones de toneladas de remolacha azucarera, que se utiliza para producir azúcar y etanol;
- 2 millones de toneladas de patata;
- 1,9 millones de toneladas de mandarina (segundo productor más grande del mundo, solo detrás de China);
- 1,4 millones de toneladas de avena (tercer productor mundial, solo detrás de Rusia y Canadá);
- 1,2 millones de toneladas de cebolla (17.º productor mundial);
- 1,2 millones de toneladas de ají (quinto productor mundial);
- 1,1 millones de toneladas de sandía (el 14.º productor mundial);
- 1 millón de toneladas de limón (séptimo productor mundial);
- 950 mil toneladas de girasol (undécimo productor mundial);
- 934 mil toneladas de lechuga y achicoria;
- 903 mil toneladas de melocotón (cuarto productor mundial, solo detrás de China, Italia y Grecia);
- 818 mil toneladas de arroz;
- 725 mil toneladas de coliflor y brócoli;
- 717 mil toneladas de calabaza;
- 664 mil toneladas de melón;
- 649 mil toneladas de triticale;
- 562 mil toneladas de manzana;
- 492 mil toneladas de caqui (segundo productor mundial, solo detrás de China);
- 388 mil toneladas de centeno (octavo productor mundial);
- 386 mil toneladas de plátano;
- 382 mil toneladas de zanahorias;
- 344 mil toneladas de fresa (sexto productor mundial);
- 339 mil toneladas de almendra (segundo productor mundial, solo por detrás de EE. UU.);
- 332 mil toneladas de pera;
- 273 mil toneladas de ajo;
- 262 mil toneladas de guisante seco;
- 238 mil toneladas de berenjena;
- 213 mil toneladas de repollo;
- 208 mil toneladas de alcachofa (tercer productor mundial, detrás de Italia y Egipto);
- 176 mil toneladas de albaricoque (sexto productor mundial);

Además de pequeñas producciones de otros productos agrícolas.

## Factores que condicionan la agricultura de España
Físicos

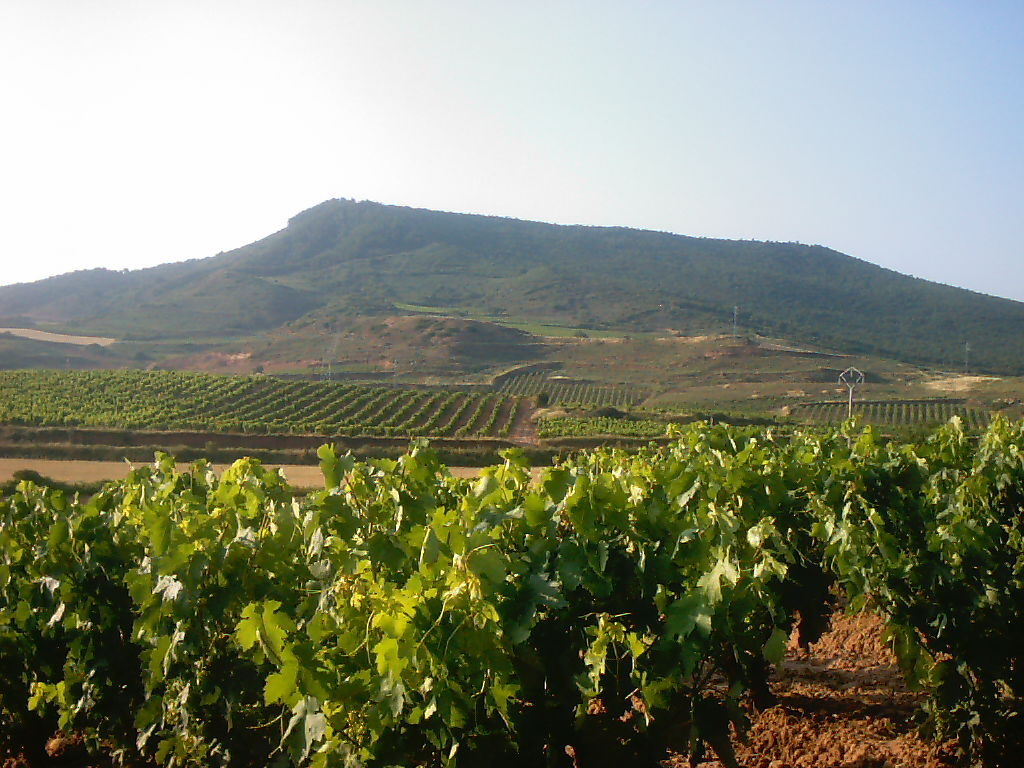
Viñedos de La Rioja.

- La altitud: España es un país con una altitud media elevada (unos 600 metros), y considerando que la altitud óptima para el desarrollo de la agricultura se sitúa alrededor de los 200 metros, podemos ver que solo el 11,4% del territorio español presenta esa altitud óptima para su desarrollo.
- El clima: El territorio español recibe una media de 2500 horas de sol, que es elevada, incluso en invierno, pero también la mayor parte del país sufre frecuentes y acusadas heladas que afectan, a veces de manera catastrófica, a muchos cultivos. El reparto de precipitaciones también es muy irregular, sobre todo en las regiones de clima mediterráneo, en los que casi el total de las precipitaciones anuales caen en un periodo corto de tiempo.
- La erosión: Las fuertes lluvias que se producen sobre todo en las regiones mediterráneas, arrastran gran cantidad de tierra de las zonas de cultivo elevadas, depositándolas en los embalses, aterrándolos o termina en el mar. En las zonas con abundante vegetación se amortigua mucho la erosión, pero donde la vegetación es escasa y las precipitaciones torrenciales, como ocurre en muchas zonas de España, el problema se agiganta

Históricos
- La protección ganadera: Durante la Edad Media los reyes cristianos se preocuparon más de la ganadería que de la agricultura. Se formaron juntas de ganaderos para garantizar el alimento de los animales, principalmente ovinos de producción lanera, que al fin se unieron en el Honrado Consejo de la Mesta, reconocido por Alfonso X en el año 1273. Aseguraba el exclusivo uso para el ganado de cañadas y el aprovechamiento de baldíos, barbechos y rastrojos.
- Etapa de preponderancia agrícola en el siglo XVIII: A finales del siglo XVIII, cerca del 70 por ciento de la tierra pertenecía a la Iglesia, a la beneficencia, a la nobleza o eran bienes comunales pertenecientes a los municipios. En el siglo XIX la supresión de los privilegios de la Mesta y la desamortización permitieron aumentar el área labrada y liberalizaron la posesión de la tierra.

Últimas transformaciones:

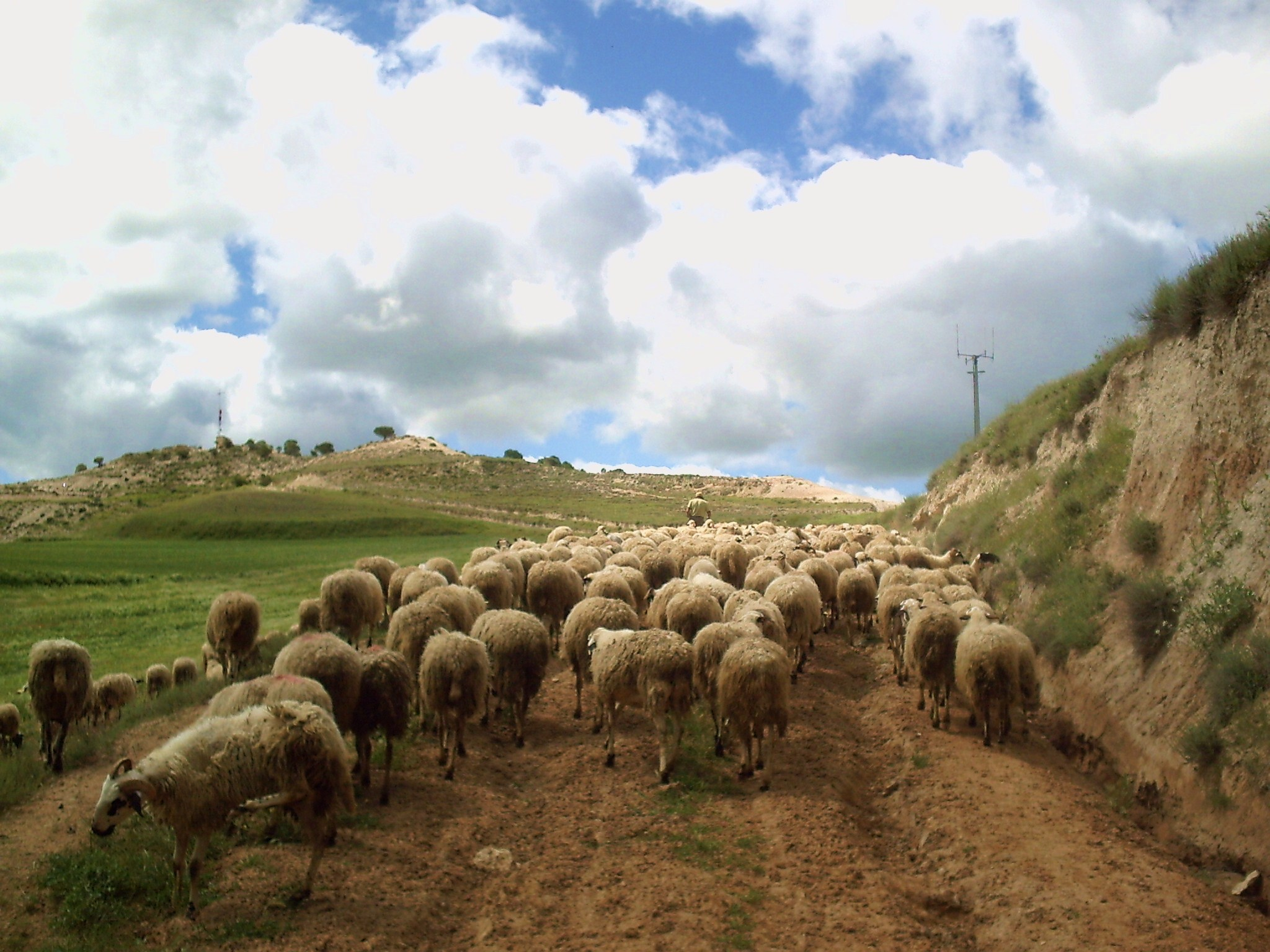
Rebaño de ovejas camino de sus pastos.

Después de la guerra civil, se iniciaron planes de transformación y mejora de la agricultura.
- Ampliación del área regada: Desde los embalses construidos se derivaron las aguas en las distintas cuencas mediante canales. En la del Ebro, los canales de Bardenas, Monegros, Cinca etc. En el Duero, las zonas del Páramo Leonés, en el Tajo con el canal de Estremera y Alberche y en el Guadiana los de Orellana y Montijo.
- Concentración parcelaria: Las sucesivas transmisiones de la propiedad rústica habían dejado la tierra muy parcelada. Para remediar esta desventaja se inició en 1956 la concentración parcelaria, y en el año 1982 la superficie media por parcela había pasado de 0,34 a 2,58 ha.

Problemas y contrastes actuales:
- Población agraria y explotaciones: La población activa agraria se ha reducido mucho en los últimos decenios, llegando a ser en 2006 del 5% por ciento de la población trabajadora. La emigración afecta a la población joven, jornaleros e incluso pequeños propietarios que dejan sus propiedades en manos de quienes permanecen como agricultores.
- Las técnicas: En las zonas de regadío se ha extendido la práctica de los cultivos forzados. Un auténtico mar de plásticos protectores se extiende ahora por los regadíos de distintas áreas ribereñas del Mediterráneo.
- Resultados económicos:El ensanchamiento del área regada, el cultivo bajo plásticos protectores, la mecanización, la selección de semillas y, en general, las mejoras introducidas han elevado los rendimientos de los cultivos.

## Normativa
A nivel estatal, el sector se encuentra regulado por la Ley 19/1995, de 4 de julio, de Modernización de las Explotaciones Agrarias. En su desarrollo, se establece, con carácter anual, la renta de referencia agraria, quedando fijada para el año 2014 en la cuantía de 28.165 euros.

## Trascendencia del sector agrario en la economía española
A continuación se muestra un cuadro que refleja la participación del sector agrario en el Producto interior bruto /PIB de España a lo largo del siglo XX y el porcentaje de empleo ocupado en este sector, durante el mismo periodo. Es preciso recordar que el sector agrario comprende tanto la agricultura, la ganadería y el aprovechamiento forestal. De la información mostrada se desprende la pérdida de importancia relativa de este sector dentro de la economía: 
| 1901 | 46,4 | 66,7 |
| 1930 | 34,6 | 47,3 |
| 1940 | 31,9 | 51,9 |
| 1950 | 26,5 | 48,9 |
| 1960 | 22,6 | 41,7 |
| 1975 | 9,7  | 23,4 |
| 1980 | 7,2  | 19,8 |
| 1985 | 6,4  | 18,1 |
| 1990 | 4,5  | 11,2 |
| 1995 | 3,5  | 9,8  |
| 2007] | 2,5  | 5    |
| 2013 | 2,62 | 4,29 |
| 2017 | 2,7  | 4    |
| Fuente: (1901-1995) Antonio Rayo Romero, curso de estructura económica de España (2009)Instituto nacional de estadística |      |      |

## Superficies y producciones agrícolas
La superficie cultivada en España alcanza un total de alrededor de 24,8 millones de hectáreas, ocupando el segundo lugar de la Unión Europea, por detrás de Francia.
Producción agrícola española de los producto más importantes económicamente en el año 2005 (en Miles de t.)
| Productos           | Volumen | Productos               | Volumen  |
| Trigo               | 3.815   | Pimiento                | 1.042,1  |
| Cebada              | 4.456,9 | Fresa                   | 308      |
| Maíz                | 4.119,6 | Ajo                     | 145,3    |
| Arroz               | 838,7   | Judías verdes           | 214,7    |
| Patata              | 2.604   | Naranja                 | 2.294,6  |
| Remolacha azucarera | 7.275,7 | Mandarina               | 2.125,5  |
| Algodón             | 346,1   | Limón                   | 896,5    |
| Girasol             | 360,9   | Manzana                 | 769,9    |
| Alfalfa verde       | 10.150  | Melocotón               | 1,198,3  |
| Lechugas            | 1.026,7 | Plátano                 | 356,2    |
| Melón               | 1.118,3 | Vino y mosto (miles hl) | 39.772,9 |
| Tomate              | 4.643,8 | Aceite de oliva         | 786,3    |

Distribución de la tierra por tipo de cultivo ( año 2005 ) en ( Ha )

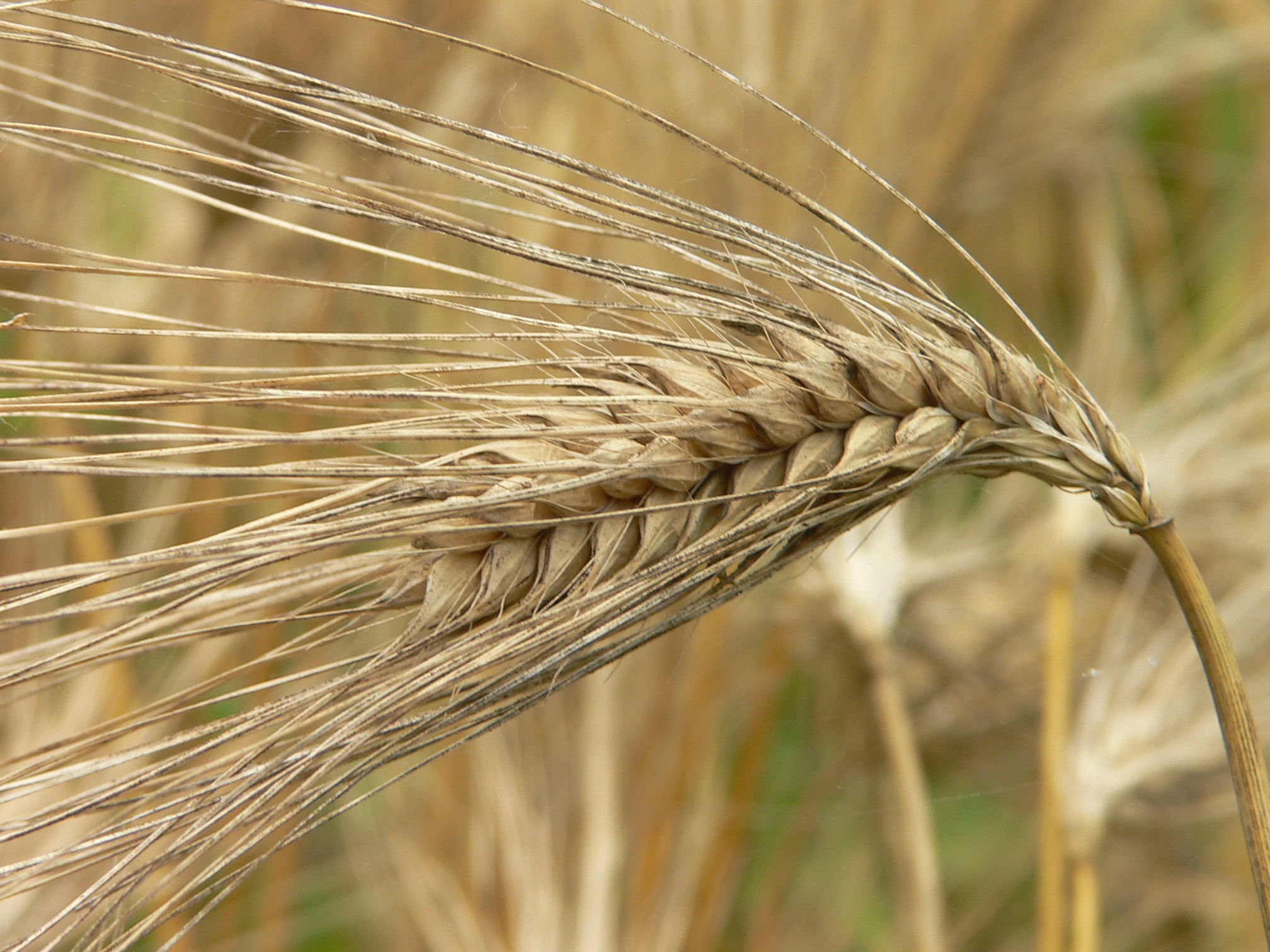
Espiga de cebada. Los cereales de grano son el grupo de cultivos que más superficie ocupa en España.

| Tipo de cultivo                | Superficie | Tipo de cultivo                  | Superficie  |
| Cereales grano                 | 6.840.985  | Frutales cítricos                | 306.557     |
| Leguminosas                    | 410.730    | Frutales no cítricos             | 1.062.142   |
| Tubérculos                     | 72.420     | Viñedo                           | 1.149.749   |
| Industriales                   | 728.898    | Olivar                           | 2.456.719   |
| Forrajeros                     | 852.630    | Otros cultivos leñosos           | 59.940      |
| Hortalizas                     | 199.668    | Viveros                          | 16.218      |
| Flores y ornamentales          | 1.707      |                                  |             |
| Total cultivos herbáceos (A)   | 9.107.038  | Total cultivos leñosos (D)       | 5.051.325   |
| Superficie en invernadero      | 65.218     |                                  |             |
| Barbecho                       | 3.319.193  | Huertos familiares               | 100.904     |
| Otras tierras de labor (B)     | 3.319.193  | Otras tierras de cultivo (E)     | 166.122     |
| Total tierras de labor (C=A+B) | 12.426.231 | Total tierras de cultivo (C+D+E) | 17.643.678  |
|                                |            | Prados y pastizales              | 7.329.335   |
|                                |            | Superficie forestal arbolada     | 11.546.276  |
|                                |            | Otras superficies                | 13.968.521  |
|                                |            | Superficie geográfica            | 50.487.836' |

## Los grupos de cultivos agrícolas

### Cereales
| Trigo                                   | 6.247.008  |
| Cebada                                  | 6.717.291  |
| Avena                                   | 833.914    |
| Centeno                                 | 181.497    |
| Escaña                                  | 485        |
| Triticale                               | 610.060    |
| Tranquillón (mezcla de trigo y centeno) | 90.408     |
| Otras mezclas de cereales de invierno   | 6.568      |
| Arroz (cáscara)                         | 354.490    |
| Maíz                                    | 3.590.260  |
| Sorgo                                   | 14.628     |
| Mijo                                    | 1.594      |
| Alforfón o trigo sarraceno              | 528        |
| Alpiste                                 | 351        |
| Otros cereales                          | 5.145      |
| Total                                   | 18.658.114 |

#### Trigo, cebada, avena y centeno
El trigo, la cebada, y en menor medida la avena y el centeno son los cereales que se cultivan en el secano de casi toda España. Dominan en las dos Mesetas, en ambas Depresiones y en las zonas del litoral mediterráneo hasta donde no llega el riego. Hay comarcas en las que todavía se mantiene el sistema de año y vez, que consiste en dejar descansar la tierra, labrándola pero no cultivándola, el año que precede al del cultivo del cereal. Esta técnica del barbecho era, hace años, casi una necesidad por la poca o nula utilización de abonos, naturales o químicos, que se hacía, comúnmente por falta de capitalización. Actualmente el barbecho está disminuyendo mucho. Los agricultores utilizan todo el terreno cultivable cada año, añadiendo los fertilizantes necesarios para el desarrollo de los cultivos. Tradicionalmente el trigo duplicaba con creces la superficie sembrada de la cebada, pero desde finales de los años setenta, la cebada inicia un crecimiento que la ha llevado a duplicar la superficie triguera actual.
El sector de los cereales ocupa unas 5,4 millones de hectáreas en España, aunque esta superficie ha ido disminuyendo progresivamente en favor de otros cultivos o usos del suelo.
La producción media nacional de cereales ronda los 20 millones de toneladas, con la cebada como principal cultivo, seguida del trigo y, en tercer lugar, el maíz.
Por regiones, Castilla y León y Castilla-La Mancha lideran en trigo blando y cebada, Andalucía en trigo duro.

#### Maíz
El maíz, planta de origen americano que a lo largo del siglo XVIII fue desplazando al mijo y al centeno, es un cereal que se cultiva en el regadío de las zonas cerealistas del país y en las regiones de la España atlántica como cultivo de secano. León es la provincia que más maíz produce del todo el territorio nacional gracias a sus cultivos de regadío. Aragón junto con Castilla y León destacan en la producción de maíz.

#### Arroz
El arroz, debido a sus grandes exigencias de agua, está por completo ausente en los secanos. Su área se limita a las zonas bajas y de fácil encharcamiento del litoral valenciano, el delta del Ebro y las Marismas del Guadalquivir, que suman el 86 por ciento del total nacional. Mención especial podemos hacer a los regadíos de la vega del Guadiana, en la provincia de Badajoz, como principal productora a nivel nacional de este cereal.

### Hortalizas y patatas

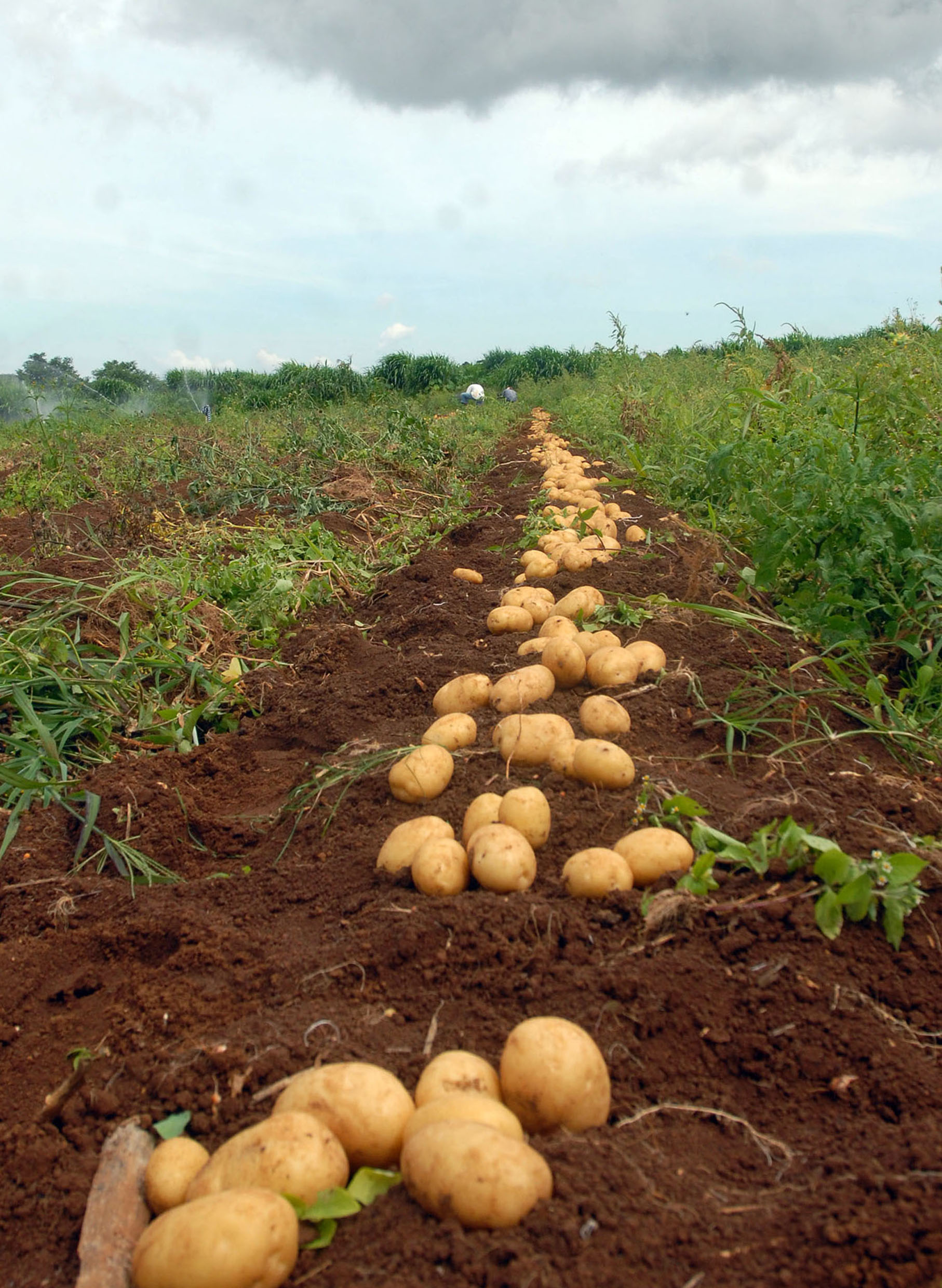
La patata, base de muchos platos en la alimentación humana.

| Tomate         | 3.651.944 |
| Pimiento       | 1.529.034 |
| Cebolla        | 1.222.604 |
| Sandía         | 1.164.989 |
| Lechuga        | 966.543   |
| Pepino         | 769.905   |
| Calabacín      | 617.719   |
| Melón          | 524.035   |
| Brócoli        | 495.527   |
| Fresa y fresón | 325.878   |

#### Hortalizas
Las hortalizas han tenido una gran expansión, paralela a la del regadío y los cultivos bajo plástico y enarenados. Casi el 80 % son de regadío y aparecen por todo el espacio español, pero sin duda existe una especialización provincial: Navarra y La Rioja en espárragos; Ciudad Real y Toledo en melón; Murcia, Badajoz y Almería en tomate; ajo en Cuenca; cebolla y judía verde en Valencia; fresón en Huelva. etc., zonas en donde esos cultivos tienen una tradición.
El total de hortalizas producido en España en 2022 fue de 14.290.286 t

#### Patata
La patata ha sufrido una disminución de su superficie de cultivo pero un aumento de su producción. La cosecha mayor corresponde a las patatas de media estación (de junio a septiembre) y a las tardías o de otoño y principios de enero, pero también se obtienen tempranas o de primavera y extratempranas desde mediados de enero a mediados de abril. Las tempranas y extratempranas se obtienen en Canarias, Baleares y en el este y sureste peninsular, y las tardías y de media estación en los regadíos del interior y en los secanos de la España atlántica, donde rotan con maíz o con alubias.
La producción de patata en España en 2022 fue de 1.881.920 de toneladas.

### Frutales
Los frutales vienen conociendo un crecimiento muy elevado con casi 1,5 millones de hectáreas en 2005. Se suelen dividir a tenor de las estadísticas en cítricos y no cítricos. Son cultivos localizados en el litoral de mediterráneo, penetrando en el interior de los valles regados, pues son, en efecto, en muchos casos, cultivos de regadío, con la excepción del almendro y avellano. Son cultivos típicos de exportación, constituyendo algunos de ellos -los cítricos- un pilar fundamental en la balanza comercial española
- Los cítricos necesitan agua y ausencia de heladas, por lo que se producen sobre todo en el litoral mediterráneo. La mayor parte del cultivo de cítricos se reserva a las naranjas, a las que siguen en importancia las mandarinas, los limones y los pomelos. El núcleo fundamental se halla en Valencia y desde allí se extiende el cultivo por todo el litoral hasta Tortosa por el norte y hasta Huelva por el sur y remonta la depresión bética hasta Jaén. También se encuentra en los dos archipiélagos. Entre un 40 y 60% de la producción nacional se destina a exportación.

| Especie                                                     | Total España | Cataluña | Baleares | Comunidad Valenciana | Murcia | Andalucía | Otras |
| ----------------------------------------------------------- | ------------ | -------- | -------- | -------------------- | ------ | --------- | ----- |
| Naranjo                                                     | 2.696,3      | 43,5     | 19,0     | 1.425,2              | 160,3  | 1.021,8   | 26,5  |
| Mandarino                                                   | 2.076,7      | 127,9    | 2,1      | 1.628,5              | 66,8   | 250,8     | 0,6   |
| Limonero                                                    | 550,8        | 0,9      | 2,0      | 131,5                | 267,2  | 138,3     | 10,9  |
| Pomelo                                                      | 40,9         | 0,0      | 0,0      | 4,8                  | 21,7   | 14,3      | 0,1   |
| Naranjo amargo                                              | 10,8         | 0,0      | 0,0      | 0,0                  | 0,0    | 10,8      | 0,0   |
| Otros                                                       | 5,9          | 0,0      | 0,0      | 0,0                  | 0,0    | 5,8       | 0,1   |
| Total                                                       | 5.381,5      | 172,3    | 23,1     | 3.190,0              | 516,0  | 1.441,8   | 38,3  |
| Fuente: Ministerio de Medio Ambiente y Medio Rural y Marino |              |          |          |                      |        |           |       |

- Los frutales no cítricos ocupan una superficie muy superior a los anteriores, debido fundamentalmente al almendro: 1 millón de hectáreas en el 2005. Ofrecen una gama muy variada. Son importantes las plantaciones de peral, manzano, melocotonero, y albaricoque en regadío. En secano se prefiere el cerezo, sobre todo en Extremadura y Aragón. Los frutos secos como la almendra y la avellana se cultivan en todo en el secano del litoral levantino, hasta la costa bética y en Baleares.

Es muy importante también la producción de uva de mesa, de la que gran parte se exporta, se obtiene en el litoral de Valencia y en los parrales de Almería y Murcia. En Canarias es de gran importancia el cultivo de la platanera, donde tropieza con la dificultad de la falta de agua, de la que la planta es muy consumidora.

### Vid y olivo
- El olivar y el viñedo forman la esencia de los cultivos leñosos españoles, ocupando en el año 2005, 3,5 millones de hectáreas. Los dos son cultivos en retroceso. La producción del viñedo español de destina en su mayor parte a la transformación, con una producción de 39,7 millones de Hl de vino en el año 2005. Castilla-La Mancha concentra el 46 % del viñedo español. Las zonas más productoras en cantidad y por la calidad de sus caldos derivados son, en Andalucía, las de Jerez, El Puerto de Santa María y Sanlúcar. En la Meseta Sur, Valdepeñas. En Levante, Utiel-Requena y Jumilla. En Cataluña, Panadés, Ampurdán y El Priorato. En el Ebro, Rioja y Cariñena. En el sur de Galicia, Ribeiro. En la Meseta Norte predominan Rueda en blancos y Ribera del Duero en tintos.
- El olivar es, junto a la cebada, el segundo cultivo en importancia en España. Es un cultivo de secano que aguanta mal las heladas, por lo que se encuentra en la Meseta Sur, Andalucía y Extremadura; sube por el litoral mediterráneo y se introduce en el valle del Ebro. La mayoría de su producción se destina a la transformación en aceite. En algunas provincias como Jaén llega a ser casi un monocultivo (63%) de la superficie cultivada. Sufre la competencia que le hace el aceite de girasol, más barato, ya que los gastos de cultivo de este último son mucho más reducidos, aunque el olivo tiene la ventaja de su aceite de excepcional calidad.

#### Historia
La abundancia de variedades viníferas nativas en la península ibérica posibilitó el comienzo temprano de la viticultura. Algunos arqueólogos creen que estas uvas fueron cultivadas por primera vez entre el año 4000 y 3000 a. C., mucho antes de que los fenicios fundaran la ciudad de Cádiz hacia el año 1100 a, C. De hecho, existen restos de una bodega datados en el siglo III a. C.. Tras los fenicios, griegos y cartagineses introdujeron más avances en el cultivo de la vid y el olivo, incluidas las enseñanzas del viticultor cartaginés Mago. Tras la conquista romana, consecuencia de las Guerras púnicas, el vino español fue comercializado en el Imperio y exportado extensamente. Las dos mayores regiones productoras de vino de aquella época fueron la Tarraconensis, en el norte, y la Baetica, en el sur. Durante este período se exportaba a la Galia más vino español que italiano, como atestiguan las ánforas encontradas en ruinas de asentamientos romanos en Normandía, el valle del Loira, Bretaña, Provenza y Burdeos.
La necesidad de abastecer al vasto Imperio y sus legiones hizo que la calidad fuera muy variada. Plinio el Viejo y Marcial constataron la alta calidad de algunos vinos de la Tarraconensis, mientras que Ovidio nota que un vino español muy popular vendido en Roma, conocido como Saguntum, sólo servía para emborrachar (Ars amatoria 3.645-6). Las invasiones bárbaras supusieron un cierto declive, pero algún tipo de industria vinícola subsistía cuando los árabes ocuparon la Península a principios del siglo VIII; por más que los árabes eran musulmanes y estaban sujetos a leyes coránicas que prohibían el uso y venta del vino alcohólico, el cultivo de la vid continuó e, incluso, mejoró cuando el gobierno no era demasiado integrista.
La Reconquista abrió de nuevo la posibilidad de exportar vino español. Bilbao surgió como un gran puerto comercial para introducir vinos españoles en los mercados de Bristol, Londres y Southampton. Alfonso X el Sabio ordenó que en Castilla no se vendiera vino en tabernas sin que se diera además algo de comer: fue el origen de las llamadas tapas castellanas. La calidad de algunos de los vinos exportados parece haber sido alta: en 1364, el tribunal de Eduardo III estableció el precio máximo del vino vendido en Inglaterra y los vinos españoles se valoraban al mismo nivel que los de Gascuña, y más altos que los de La Rochelle. El vino español poseía un contenido de alcohol más alto que la mayoría de los vinos de Francia y Alemania, lo que favorecía su mezcla con vinos más débiles, si bien hubo leyes que lo prohibían.
Los misioneros y conquistadores españoles llevaron vides europeas a América. La piratería inglesa, aunque perjudicial para los intereses de los comerciantes de vinos españoles, fue un factor importante para difundir el vino español en Inglaterra y en el mundo protestante. En el saqueo de Cádiz de 1587, Martin Frobisher, de la flota de Francis Drake, se llevó 3000 botas de jerez; este vino quedó desde entonces muy acreditado en Inglaterra, donde se lo llamaba sherry (nombre derivado del árabe Šeriš); Shakespeare lo elogia muchas veces. El surgimiento de industrias de vino en México, Perú, Chile y Argentina fue percibido como una amenaza para la exportación peninsular por Felipe III, quien en 1595 frenó mediante decreto la expansión de viñedos en el Virreinato del Perú; pero esta prohibición fue generalmente ignorada.
Los siglos XVII y XVIII popularizaron vinos españoles como el jerez, el málaga y el rioja, pero se perdió competitividad ante otros países productores que abrazaron más pronto la Revolución industrial. Por otra parte, el vino manchego se conservaba mal y no existían buenas comunicaciones con los puertos. A mediados del XIX una epidemia de la filoxera arrasó los viñedos europeos, en especial los franceses, y la vinicultura española se recuperó. Algunos vinicultores franceses cruzaron los Pirineos a La Rioja, Navarra y Cataluña trayendo consigo sus variedades de uva, maquinaria y métodos, entre los que destacaban la disposición de las cepas, el control de la fermentación o el sulfitado. Algunas de las plantaciones de Cabernet Sauvignon y Merlot existentes en la actualidad en La Rioja y Ribera del Duero proceden de este tiempo. Pero también alcanzó finalmente España la filoxera y devastó regiones como Málaga en 1878 y La Rioja en 1901. Se combatió injertando rizoma de vid americana, más resistente al parásito, a las europeas. A fines del XIX, por otra parte, nació la industria del vino espumoso en España con el desarrollo del cava en Cataluña, que durante el siglo XX rivalizó con el Champaña y adoptó el método champenois. Más adelante se estableció el sistema de la Denominación de Origen (DO), primero en Rioja en 1926.
La viticultura, la enología y la ampelografía se iban desarrollando en España. Dos decretos del ministerio de Fomento en 1888 dispusieron la creación de estaciones enotécnicas en París, Londres y Hamburgo para analizar los vinos y remitir informes de ellos. Se daban instrucciones para comparar los análisis hechos en las estaciones y en los laboratorios españoles creados por real decreto del 9 de diciembre de 1887. Las función de estas estaciones era procurar la creación de un reducido número de tipos comerciales y aconsejar a los productores las mezclas que debían hacerse y los mejores métodos da vinificación, velar por la conservación del vino en el depósito, estudiar las enfermedades que padezcan y sus nuevos remedios y prevenciones, así como controlar todo tipo de vinos adulterados en cada país. 
También era su función formar un muestrario de vino de producción española con análisis de cada uno, precio, facilidades de transporte, etc. así como responder a cualquier cuestión que pudieran plantear las Cámaras de Comercio, sindicatos, sociedades vinícolas, etc. sobre el comercio del vino; Redactar una memoria anual de la producción vinícola, las necesidades del mercado, el método racional de vinificación, etc. todos ellos servicios gratuitos a los comerciantes y exportadores españoles. 
Un segundo decreto de 1888 reiteraba una disposición de 1885 para crear con un impuesto fondos en cada diputación provincial para controlar y destruir la filoxera, fondos controlados por comisiones formadas por un ingeniero agrónomo, un perito agrícola y dos capataces para crear viveros de cepas de vid americana o vitis labrusca más resistentes a la filoxera y enseñar su cultivo e injerto en las variedades indígenas. Asimismo, estas comisiones ensayarían los métodos directos para extinguir la filoxera e instruir su prevención y formar capataces y expedientes de indemnización, comisiones de vigilancia y granjas-escuelas experimentales para el estudio de la ampelografía.

### Los cultivos industriales
| Azucareras                        |           |
| Caña de azúcar                    | 1.082     |
| Remolacha azucarera               | 2.001.042 |
| Plantas textiles                  |           |
| Algodón (bruto)                   | 966.543   |
| Cáñamo (textil)                   | 314       |
| Plantas oleaginosas               |           |
| Algodón (semilla)                 | 42.674    |
| Girasol                           | 820.241   |
| Soja                              | 3.707     |
| Colza                             | 253.200   |
| Condimentos                       |           |
| Pimiento para pimentón (desecado) | 8.234     |
| Anís                              | 4.614     |
| Azafrán (estigmas tostados)       | 1.117     |
| Plantas industriales varias       |           |
| Tabaco (seco no fermentado)       | 19.937    |
| Lúpulo (en seco)                  | 1.115     |
| Lavanda y lavandín                | 25.054    |
| Otros cultivos industriales       | 39.789    |

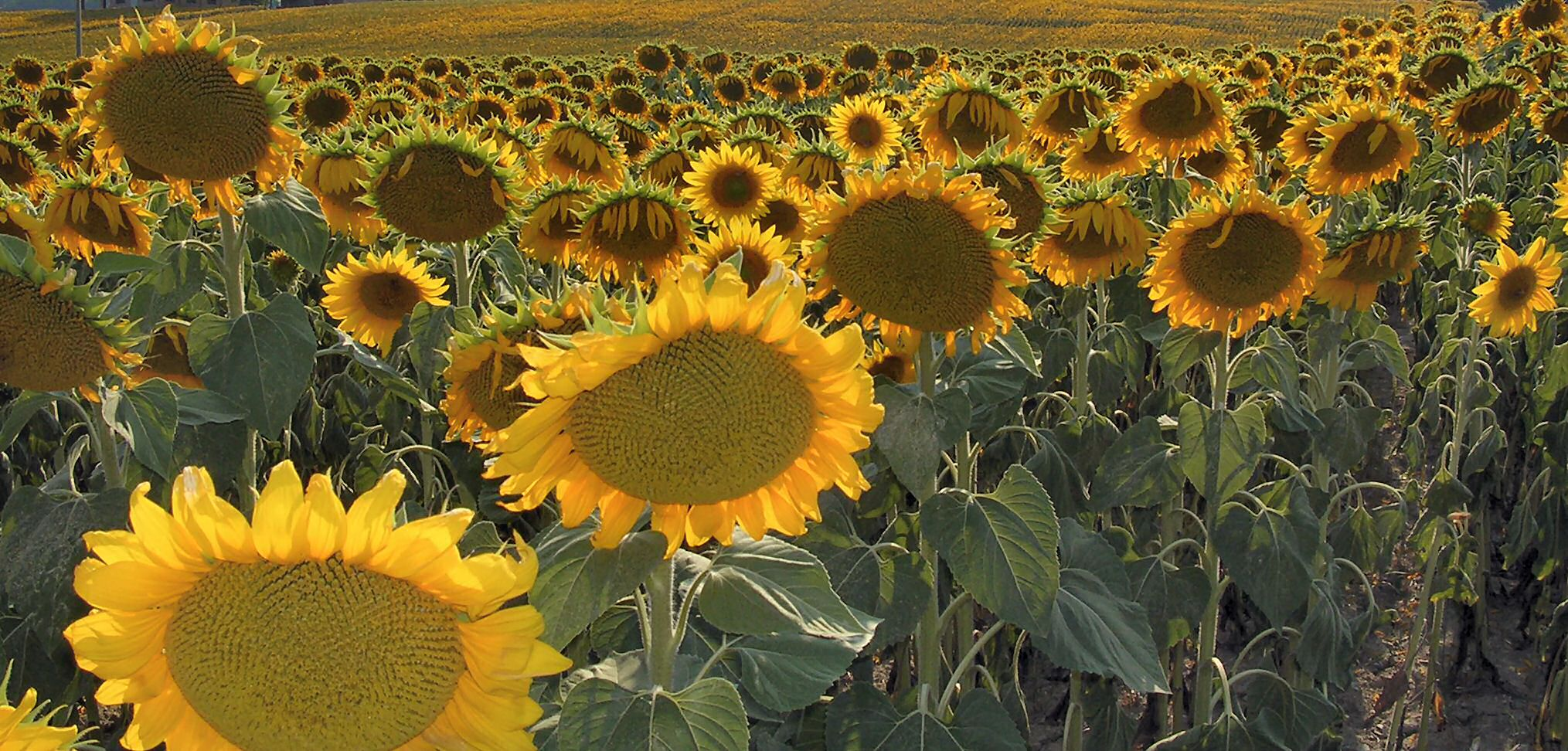
El cultivo del girasol ha experimentado un gran crecimiento en el campo español.

Son plantas industriales aquellas cuyo producto no admite consumo directo o para el que su transformación resulta mucho más provechosa. Tal es el caso del girasol, la remolacha azucarera, el algodón y el tabaco. Este grupo de cultivos está aumentando mucho actualmente, sobre todo el cultivo del girasol. El girasol se adapta bien a los secanos españoles, entra en la rotación con los cereales y debido al aumento del uso de los fertilizantes, ha hecho disminuir de manera notable la extensión de los barbechos. Se cultiva fundamentalmente en Andalucía, Castilla-La Mancha y Castilla y León. 
La remolacha azucarera es el segundo cultivo industrial en importancia. Se cultiva sobre todo en el valle del Duero, donde rota con los cereales en los regadíos y en Andalucía. El algodón se cultiva los regadíos de Murcia y Alicante y en los regadíos y secanos de la Bética. El tabaco se cultiva en la vega de Granada, que es donde mayor rendimiento produce y en Cáceres, sobre todo en la vega del Tiétar, en todo caso en regadío, donde se agrupa el 98 % de la producción.
También se consideran cultivos industriales los dedicados a condimentos, entre los que se encuentran los pimientos, para el pimentón y el azafrán. El primero en los regadíos murcianos y en los de la Vera de Cáceres. El azafrán se da en los secanos manchegos y en la provincia de Teruel.

### Forrajes

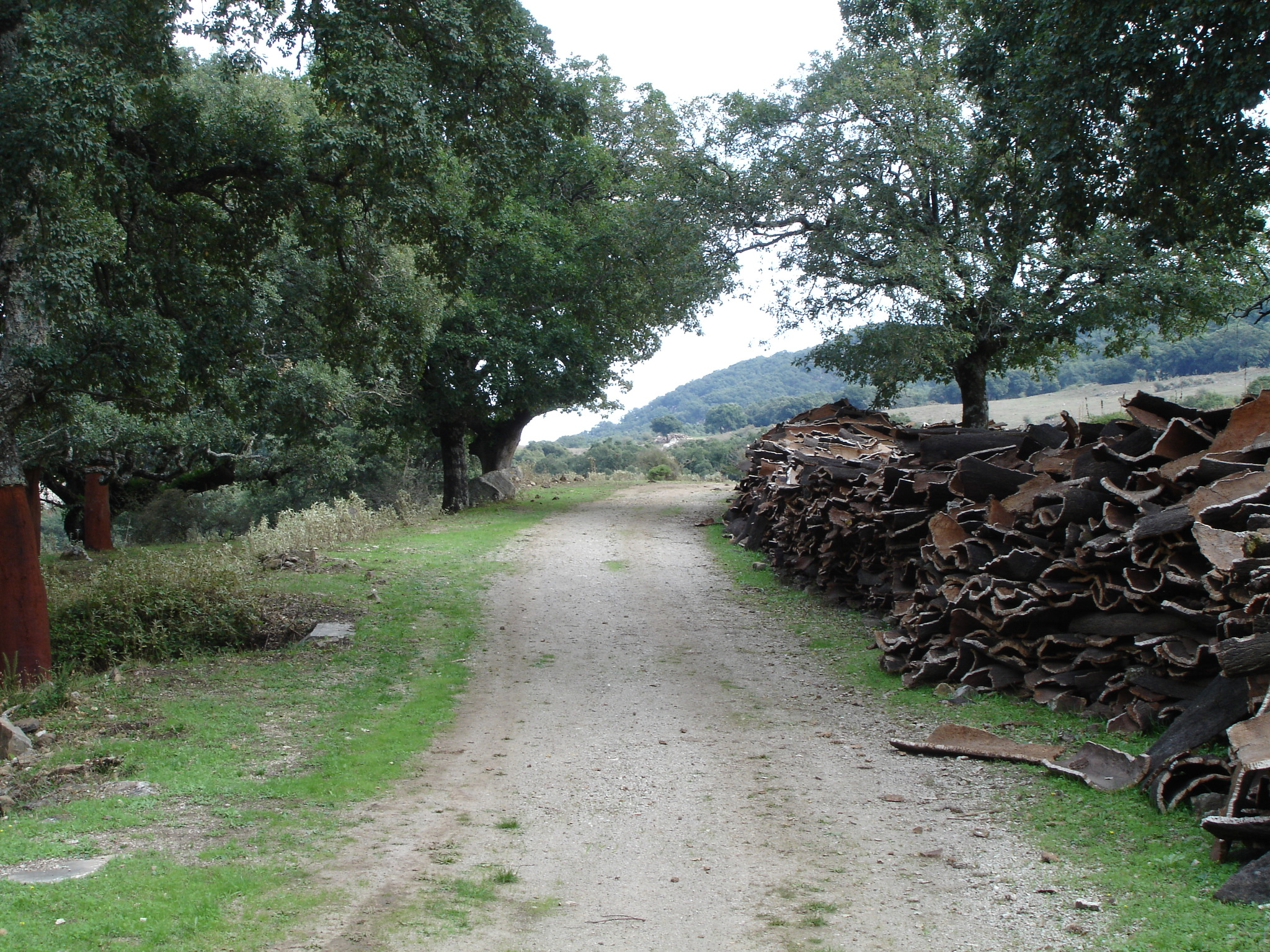
Corcho recolectado en un bosque de alcornoques.

Son los cultivos de plantas que se dedican de forma directa o exclusiva a alimento del ganado. Según se ha ido incrementando la cabaña ganadera, ha aumentado su área de cultivo hasta las 852.630 hectáreas del año 2005. La que más se emplea con tal finalidad forrajera es la alfalfa, de la que se obtuvieron 10 millones de toneladas en verde durante el año 2005. Los alfalfares de Castilla y León, Aragón y Cataluña son los que más contribuyen en esa producción total. La planta permanece en la parcela cuatro o más años seguidos, y en cada año se le dan varios cortes; en el regadío cuatro o cinco cada temporada. Forrajes como la alfalfa, son muy usados en la industria de los piensos compuestos para alimentación animal dado su elevado contenido en proteína bruta. http://www.fundacionfedna.org/ingredientes_para_piensos/alfalfa-granulada-165-pb

### La superficie forestal
La superficie forestal asciende a 26.273.235 hectáreas, equivalentes al 51,93% del territorio español.
A los pinos de generación espontánea se ha sumado la acción del hombre, y el pinar ocupa ya más extensión que la que reúnen encinares, robledales y alcornocales. Y los eucaliptos, de introducción humana por completo, ocupan casi tanto como las hayas y más que el conjunto de sabinas y enebros. En la España húmeda domina el pino pinaster o resinero, pero explotado por su madera. Este mismo, acompañado del pino silvestre, más maderero, son los que ocupan las montañas de la España seca.
Entre las frondosas, es el roble el árbol más característico de la España húmeda, al que en Galicia se suma el castaño y en el norte las hayas. Al bajar en latitud, y por tanto en precipitaciones, rebollos y quejigos sustituyen al roble, y con ellos la encina. En el nordeste peninsular y en Extremadura se les une el alcornoque. Los enebros se asientan sobre los suelos ácidos y áridos y en los mismos suelos áridos pero de constitución básica, se asienta la sabina. Este es el cuadro arbóreo fundamental de nuestros montes. El alcornocal se explota por el corcho, que se exporta sin elaborar en casi su mitad. Las áreas de mayor extensión son la Costa Brava en Gerona, Extremadura y Andalucía. El rendimiento forestal en general es pobre sabiendo que la producción media en madera es de 1,15 m³/ha, muy inferior a la del resto de países comunitarios.

## El regadío
Distribución del riego localizado (%) por Comunidades Autónomas

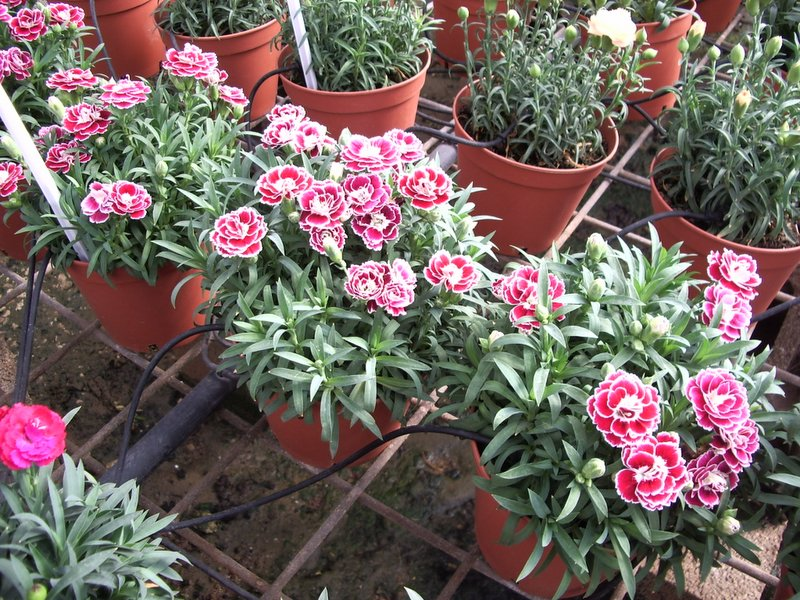
Cultivo de flores en invernadero y con riego localizado.

| Comunidades Autónomas | % Localizado | Comunidades Autónomas      | % Localizado |
| Región de Murcia      | 76,0         | País Vasco                 | 15.9         |
| Canarias              | 63,9         | Aragón                     | 9.6          |
| Andalucía             | 61           | Comunidad Foral de Navarra | 8.1          |
| Islas Baleares        | 51.8         | Comunidad de Madrid        | 4.5          |
| Comunidad Valenciana  | 49.7         | Castilla y León            | 2.6          |
| Castilla-La Mancha    | 48.9         | Principado de Asturias     | 0.8          |
| Cataluña              | 28.3         | Galicia                    | 0.3          |
| La Rioja              | 27.8         | Cantabria                  | 0.0          |
| Extremadura           | 23.1         |                            |              |

## Agricultura ecológica
La práctica de la agricultura ecológica comenzó en España a finales de los años 80; en 2010 la superficie destinada al cultivo de productos ecológicos alcanzó las 1.674.119 de hectáreas, una cifra un 4,45% superior al ejercicio anterior y que coloca a España, por tercer año consecutivo, en el primer lugar de la Unión Europea por área cultivada con agricultura ecológica. Los cultivos, prados y pastizales ecológicos ocupan más de un 4,5% de la Superficie Agraria Útil española. Se estima que cerca del 80% de la producción española de productos ecológicos se exporta mayoritariamente a Europa, en especial a Alemania, Holanda, Francia y Reino Unido, a donde llegan sobre todo productos frescos.

## Condiciones de trabajo
El diario británico The Guardian aseguraba en 2011 que decenas de miles de trabajadores extranjeros, principalmente provinientes de África, eran explotados en el sector agrícola español con condiciones de esclavitud moderna. Estas condiciones incluían vivir en cabañas de cartón y plástico sin saneamiento ni acceso a agua potable, sueldos de menos de la mitad que el salario mínimo, amenazas de denunciarles a la policía si expresaban quejas y segregación mediante acoso policial cuando los trabajadores salían de sus zonas de albergue y visitaban áreas turísticas. En algunos casos, a pesar de estar trabajando, estos trabajadores dependían de la Cruz Roja para poder alimentarse.
En 2018, la revista alemana CORRECT!V, publicó un reportaje de investigación en el que aseguraba que trabajadoras extranjeras, mayoritariamente marroquíes, en una granja de fresas de Palos de la Frontera, en Huelva, son sometidas a abusos, maltratos y violaciones por parte de sus superiores. A raíz de este reportaje la Fiscalía abrió una investigación, actualmente en curso. El junio el Sindicato Andaluz de Trabajadores (SAT) denunció que en una finca de fresas de Almonte, también en Huelva, unas 400 trabajadoras marroquíes eran retenidas contra su voluntad por los patrones tras haber denunciado sus condiciones laborales. El SAT denuncia que la empresa intentó organizar una expulsión forzosa con una semana de antelación a la expiración del contrato para evitar que se tomase declaración a las trabajadoras, aunque la Guardia Civil impidió la expulsión.